# Реес, Рейк ван
Рейк ван Реес (нидерл. Rijk van Rees; 24 мая 1797, Неймеген — 23 августа 1875, Утрехт) — нидерландский математик, астроном и физик.

## Биография
После ранней смерти его отца мать Рееса вместе с детьми переехала в Утрехт, где он окончил сначала французскую школу, затем гимназию. 1 октября 1813 года был зачислен в Утрехтский университет на медицинский факультет. В 1815 году прервал обучение и добровольно отправился воевать против наполеоновских войск. В 1817 году получил степень бакалавра математики, 17 декабря 1819 года — доктора философии, после чего стал экстраординарным профессором математики в Льеже. 14 июня 1821 года стал почётным доктором медицины в Утрехте, 4 декабря 1821 года получил степень доктора медицины, в августе 1825 года стал ординарным профессором математики в Льеже. В 1825/26 учебном году входил в состав совета университета, в 1826/27 учебном году был ректором. В 1830 году, после того как началась Бельгийская революция, покинул Льеж и вернулся в Утрехт, где 6 марта 1831 года стал экстраординарным профессором математики и физики, а 26 марта 1838 года — ординарным профессором. В 1838/39 учебном году был ректором Утрехтского университета. В 1839 году стал профессором астрономии. 11 мая 1867 года вышел в отставку, но продолжил читать лекции до конца жизни. За свою деятельность был награждён целым рядом орденов. На протяжении жизни был дважды женат.
В 1819 году для получения первой из степеней написал сочинение «Tentamina Mathematica de Cubatura segmenti Ellipsoidis». Первое его произведение помещено в «Ann. Ac. Rheno-Traj.» (1817—1818) — «Disquisittio de compositione Acidi carbonici in vegetatione». По математическим наукам написал следующие труды: «De celeritate soni per fluida elastica propagati» («Traj.», 1819), «Intégration des équations linéaires» (Quetelet, «Correspondance mathématique», II, 1826), «Sur les focales» (там же, V, 1829), «Convergence des séries et des produits continus» (там же, VI, 1830), «Analyse des fonctions angulaires» (там же) и др. По физике и метеорологии напечатал «Influence du vent dans la propagation du son» (Quetelet, «Corresp. math.», II, 1826), «Resultats des observations météorologiques faites à Utrechten 1839», «Zwei Meteorsteinfälle in Holland» («Poggend. Annalen», LIX, 1843), «Over de hoeveelheid waierdamp, welke by de verinenging van twee vochtige luchtmassa’s van ongelyke temperatuur wordt nedergeslagen» (Амстердам, 1844), «Over de electrische eigenschappen der vlammen» (Амстердам, 1846), «Over de verdeeling van het magnetismus in Staalmagneten en Eleciromagneten» (Амстердам, 1846); «Over de analogie van de theorie der electrostatische influentie des galvanischen strooms en der warmtegeleiding» (Амстердам, «Ak. Versl. en Meded», XV, 1863), «Over electrische Spanning en Potentiaal» (там же, I, 1866) и много других статей по метеорологии, теории электричества и магнетизма.